# 2MASS J2126
2MASS J2126 är en exoplanet som kretsar runt stjärnan TYC 9486-927-1. 2MASS J2126 avstånd till sin moderstjärna är ungefär en biljon kilometer, eller 7000 gånger jordens avstånd till solen, vilket gör att den har den största banan bland alla kända planeter. Det tar ungefär 900 000 år för 2MASS J2126 att göra ett varv runt sin stjärna.
Den antogs först vara en interstellär planet, men upptäcktes senare kretsa runt TYC 9486-927-1. Bådas avstånd från jorden är ungefär 104 ljusår.